# Haplogrupo J (ADNmt)
El haplogrupo J es un haplogrupo mitocondrial humano típico de Eurasia Occidental.
Desciende del haplogrupo JT, sus marcadores genéticos son 295, 489, 10398, 12612, 13708 y 16069, y tiene un probable origen en el Medio Oriente entre hace 30.000 y 40.000 años.

## Distribución
La más alta frecuencia está en el Medio Oriente 12%, (21% en Arabia Saudita); declina hacia Europa con 11%, Cáucaso 8%, Norte de África 6% y es muy raro en Asia Oriental.

### Personajes famosos
- El ADNmt del chef estadounidense Mario Batali es J1. Su madre es de ancestros franco-canadiense e inglés.[4]
- La mexicana Ximena Navarrete, Miss Universo 2010, es haplogrupo J. El haplogrupo al que pertenece sobrevivió a la era glacial del Pleistoceno, cuyos individuos se protegieron de las condiciones climáticas en la región conocida como franco-cantábrica, al norte de España y sureste de Francia.[5]

## Subclados
- J
  - J1: Con las frecuencias más importantes en Arabia e Irán.
    - J1b: Arabia
    - J1c: Islandia
    - J1d: Disperso

  - J2: 
    - J2a: Sur de Europa
    - J2b: Medio Oriente

| Haplogrupos de ADN mitocondrial humano |                      |      |      |      |      |      |      |      |      |      |      |      |      |      |    |    |       |       |   |   |   |   |   |   |   |  |   |   |   |   |  |  |  |  |    |    |    |
|                                        | Eva mitocondrial (L) |      |      |      |      |      |      |      |      |      |      |      |      |      |    |    |       |       |   |   |   |   |   |   |   |  |   |   |   |   |  |  |  |  |    |    |    |
| L0                                     | L1–6                 | L1–6 | L1–6 | L1–6 | L1–6 | L1–6 | L1–6 | L1–6 | L1–6 | L1–6 | L1–6 | L1–6 | L1–6 | L1–6 |    |    |       |       |   |   |   |   |   |   |   |  |   |   |   |   |  |  |  |  |    |    |    |
| L0                                     | L1                   | L2   |      |      |      | L3   | L3   | L3   | L3   | L3   | L3   | L3   | L3   | L3   | L3 | L3 | L3    | L3    |   |   |   |   |   |   |   |  |   |   |   |   |  |  |  |  | L4 | L5 | L6 |
| L0                                     | L1                   | L2   | M    | M    | M    | M    | M    | M    | M    | N    | N    | N    | N    | N    | N  |    |       |       |   |   |   |   |   |   |   |  |   |   |   |   |  |  |  |  | L4 | L5 | L6 |
| L0                                     | L1                   | L2   | CZ   | CZ   | D    | E    | G    | Q    |      | A    | I    | O    | R    | R    | R  | R  | R     | R     | R | R | R | R | R | R | R |  | S | W | X | Y |  |  |  |  | L4 | L5 | L6 |
| L0                                     | L1                   | L2   | C    | Z    | D    | E    | G    | Q    | B    | A    | I    | O    | F    | R0   | R0 |    | R2'JT | R2'JT |   |   | P | P |   | U |   |  | S | W | X | Y |  |  |  |  | L4 | L5 | L6 |
| L0                                     | L1                   | L2   | C    | Z    | D    | E    | G    | Q    | B    | A    | I    | O    | F    | HV   | HV | JT | JT    | K     |   |   | P | P |   |   |   |  | S | W | X | Y |  |  |  |  | L4 | L5 | L6 |
| L0                                     | L1                   | L2   | C    | Z    | D    | E    | G    | Q    | B    | A    | I    | O    | F    | H    | V  | J  | T     | K     |   |   | P | P |   |   |   |  | S | W | X | Y |  |  |  |  | L4 | L5 | L6 |